# Гудел (Ајова)
Гудел (енгл. Goodell) град је у америчкој савезној држави Ајова. По попису становништва из 2010. у њему је живело 139 становника.

## Демографија
Према попису становништва из 2010. у граду је живело 139 становника, што је -35 (-20.1%) становника више него 2000. године.
| Група             | 2000.       | 2010.       |
| Белци             | 161 (92,5%) | 123 (88,5%) |
| Афроамериканци    | 0 (0,0%)    | 0 (0,0%)    |
| Азијати           | 0 (0,0%)    | 0 (0,0%)    |
| Хиспаноамериканци | 11 (6,3%)   | 16 (11,5%)  |
| Укупно            | 174         | 139         |